# 헤더 시어스
헤더 시어스(Heather Sears, 1935년 9월 28일~1994년 1월 3일)는 잉글랜드의 배우이다.

## 출연 작품
- 오페라의 유령(1962)
- 아들과 연인(1960)
- 더 씨즈 오브 핀츠거트(1959)
- 꼭대기 방(1959)
- 에스더 코스텔로의 이야기(1957)